# Massimino
Massimino là một đô thị ở tỉnh Savona ở vùng Liguria của Ý, có khoảng cách khoảng 70 km về phía tây của Genoa và khoảng 35 km về phía tây của Savona. Tại thời điểm ngày 31 tháng 12 năm 2004, đô thị này có dân số 130 người và diện tích là 7,7 km².
Đô thị Massimino có các frazioni (các đơn vị cấp dưới, chủ yếu là các làng) San Vincenzo, San Pietro, Selagni, Cerri, Costa, và Villa Muraglia.
Massimino giáp các đô thị: Bagnasco, Calizzano, Murialdo, và Perlo.